# Campeonato de Primera División B 1971 (Argentina)
El Campeonato de Primera División B 1971 fue la trigésima octava temporada de la categoría, que era la segunda división del fútbol argentino. Esta temporada marcó la incorporación de Talleres (RE) ascendido de la Primera C, mientras que Lanús, Quilmes y Unión descendieron desde la Primera División, aunque este último se desafilió, reduciéndose el número de participantes a 15.
El torneo entregó solo un ascenso, así como se dispuso que solamente un equipo perdiera la categoría. Dicho premio y castigo fueron para el primer equipo y el último de la tabla, sin haber disputa de torneos reducidos ni de reclasificatorios como ocurrió en temporadas anteriores.
El campeón y único ascendido fue Lanús, que terminó con una clara diferencia respecto del segundo equipo mejor ubicado en la tabla de posiciones y de esta manera retornó rápidamente a la máxima categoría del fútbol argentino. Asimismo, el torneo decretó el descenso de Defensores de Belgrano que redondeó un pésimo torneo y perdió la categoría tras finalizar en la última posición, retornando a la Primera C tras ocho temporadas consecutivas en la segunda división. 
Uno de los hechos más destacados del campeonato fue la sanción y quita de puntos a Nueva Chicago por intentar sobornar a jugadores de Temperley en la previa del partido que ambos equipos debían disputar en Mataderos, correspondiente a la fecha 17 del torneo.

## Ascensos y descensos
| Posición   | Descendidos de la Primera División B 1970 |
| ---------- | ----------------------------------------- |
| 8.º R. B   | Tigre                                     |
| 3.º R. B-C | Almagro                                   |
| 4.º R. B-C | Liniers                                   |

| Posición   | Ascendido de la Primera División C 1970 |
| ---------- | --------------------------------------- |
| 1.º R. B-C | Talleres (RE)                           |

| Posición   | Ascendido a la Primera División |
| ---------- | ------------------------------- |
| 1.º R. A-B | Ferro Carril Oeste              |

| Posición   | Descendidos de la Primera División 1970 |
| ---------- | --------------------------------------- |
| 6.º R. A   | Unión                                   |
| 7.º R. A   | Lanús                                   |
| 3.º R. A-B | Quilmes                                 |

- Unión desistió de competir en el torneo, por lo tanto el número de equipos se redujo a 15.

## Formato
Los quince equipos participantes disputaron un torneo de 30 fechas todos contra todos, con un equipo libre por fecha.

### Ascensos
El equipo con más puntos fue el campeón, obteniendo el único ascenso directo a la Primera División.

### Descensos
El equipo que finalizó en el último lugar de la tabla de posiciones descendió a la Primera C.

## Equipos participantes
| Equipo                 | Ciudad               |
| ---------------------- | -------------------- |
| All Boys               | Buenos Aires         |
| Almirante Brown        | Isidro Casanova      |
| Arsenal                | Sarandí              |
| Comunicaciones         | Buenos Aires         |
| Defensores de Belgrano | Buenos Aires         |
| Deportivo Español      | Buenos Aires         |
| Deportivo Morón        | Morón                |
| Estudiantes (BA)       | Caseros              |
| Excursionistas         | Buenos Aires         |
| Lanús                  | Lanús                |
| Nueva Chicago          | Buenos Aires         |
| Quilmes                | Quilmes              |
| San Telmo              | Isla Maciel          |
| Talleres (RdE)         | Remedios de Escalada |
| Temperley              | Temperley            |

### Distribución geográfica de los equipos
| Región                 | Cant. | Equipos |
| ---------------------- | ----- | --- |
| Conurbano bonaerense   | 9     | Almirante Brown, Arsenal, Deportivo Morón, Estudiantes (BA), Lanús, Quilmes, San Telmo, Talleres (RdE) y Temperley |
| Ciudad de Buenos Aires | 6     | All Boys, Comunicaciones, Defensores de Belgrano, Deportivo Español, Excursionistas y Nueva Chicago                |

## Tabla de posiciones
| Pos. | Equipo                 | Pts. | PJ | PG | PE | PP | GF | GC | Dif. |
| ---- | ---------------------- | ---- | -- | -- | -- | -- | -- | -- | ---- |
| 1.º  | Lanús                  | 41   | 28 | 17 | 7  | 4  | 66 | 34 | 32   |
| 2.º  | Arsenal FC.            | 35   | 28 | 14 | 7  | 7  | 59 | 42 | 17   |
| 3.º  | San Telmo              | 32   | 28 | 11 | 10 | 7  | 42 | 36 | 6    |
| 4.º  | All Boys               | 31   | 28 | 9  | 13 | 6  | 36 | 33 | 3    |
| 5.º  | Excursionistas         | 30   | 28 | 10 | 10 | 8  | 52 | 55 | −3   |
| 6.º  | Talleres               | 28   | 28 | 8  | 12 | 8  | 40 | 40 | 0    |
| 7.º  | Almirante Brown        | 27   | 28 | 8  | 11 | 9  | 32 | 35 | −3   |
| 8.º  | Temperley              | 27   | 28 | 10 | 7  | 11 | 40 | 48 | −8   |
| 9.º  | Deportivo Morón        | 27   | 28 | 9  | 9  | 10 | 26 | 27 | −1   |
| 10.º | Quilmes                | 26   | 28 | 7  | 12 | 9  | 37 | 34 | 3    |
| 11.º | Deportivo Español      | 24   | 28 | 6  | 12 | 10 | 31 | 35 | −4   |
| 12.º | Comunicaciones         | 23   | 28 | 8  | 7  | 13 | 39 | 43 | −4   |
| 13.º | Estudiantes            | 21   | 28 | 4  | 13 | 11 | 20 | 33 | −13  |
| 14.º | Nueva Chicago          | 19   | 28 | 12 | 9  | 7  | 47 | 36 | 11   |
| 15.º | Defensores de Belgrano | 15   | 28 | 5  | 5  | 18 | 33 | 69 | −36  |

|  | Se consagró campeón.      |
|  | Descendió a la Primera C. |

| 1. |

## Resultados
Primera Rueda
| Fecha 1           | Fecha 1   | Fecha 1                | Fecha 1            | Fecha 1     | Fecha 1 |
| Local             | Resultado | Visitante              | Estadio            | Fecha       |         |
| ----------------- | --------- | ---------------------- | ------------------ | ----------- | ------- |
| Estudiantes (BA)  | 0 - 1     | Deportivo Morón        | Estudiantes (BA)   | 20 de marzo |         |
| Comunicaciones    | 3 - 1     | Temperley              | Argentinos Juniors | 20 de marzo |         |
| Arsenal           | 3 - 0     | Almirante Brown        | Arsenal            | 20 de marzo |         |
| Quilmes           | 0 - 1     | Excursionistas         | Quilmes            | 20 de marzo |         |
| Deportivo Español | 2 - 0     | Lanús                  | Huracán            | 20 de marzo |         |
| Talleres (RdE)    | 2 - 1     | Defensores de Belgrano | Talleres (RdE)     | 20 de marzo |         |
| Nueva Chicago     | 2 - 2     | All Boys               | Nueva Chicago      | 20 de marzo |         |
| Libre: San Telmo  |           |                        |                    |             |         |

| Fecha 2                | Fecha 2   | Fecha 2           | Fecha 2                | Fecha 2     | Fecha 2 |
| Local                  | Resultado | Visitante         | Estadio                | Fecha       |         |
| ---------------------- | --------- | ----------------- | ---------------------- | ----------- | ------- |
| Almirante Brown        | 3 - 0     | Deportivo Español | Almirante Brown        | 27 de marzo |         |
| Lanús                  | 1 - 1     | Comunicaciones    | Lanús                  | 27 de marzo |         |
| Temperley              | 3 - 2     | Nueva Chicago     | Temperley              | 27 de marzo |         |
| All Boys               | 2 - 1     | Estudiantes (BA)  | All Boys               | 27 de marzo |         |
| Deportivo Morón        | 2 - 3     | Quilmes           | Deportivo Morón        | 27 de marzo |         |
| Excursionistas         | 1 - 6     | Talleres (RdE)    | Tigre                  | 27 de marzo |         |
| Defensores de Belgrano | 2 - 2     | San Telmo         | Defensores de Belgrano | 27 de marzo |         |
| Libre: Arsenal         |           |                   |                        |             |         |

| Fecha 3                       | Fecha 3   | Fecha 3         | Fecha 3                | Fecha 3    | Fecha 3 |
| Local                         | Resultado | Visitante       | Estadio                | Fecha      |         |
| ----------------------------- | --------- | --------------- | ---------------------- | ---------- | ------- |
| San Telmo                     | 2 - 2     | Excursionistas  | San Telmo              | 3 de abril |         |
| Talleres (RdE)                | 2 - 0     | Deportivo Morón | Talleres (RdE)         | 3 de abril |         |
| Quilmes                       | 0 - 0     | All Boys        | Quilmes                | 3 de abril |         |
| Estudiantes (BA)              | 0 - 0     | Temperley       | Estudiantes (BA)       | 3 de abril |         |
| Nueva Chicago                 | 2 - 1     | Lanús           | Defensores de Belgrano | 3 de abril |         |
| Comunicaciones                | 3 - 1     | Almirante Brown | Temperley              | 3 de abril |         |
| Deportivo Español             | 1 - 2     | Arsenal         | Lanús                  | 3 de abril |         |
| Libre: Defensores de Belgrano |           |                 |                        |            |         |

| Fecha 4                  | Fecha 4   | Fecha 4                | Fecha 4         | Fecha 4     | Fecha 4 |
| Local                    | Resultado | Visitante              | Estadio         | Fecha       |         |
| ------------------------ | --------- | ---------------------- | --------------- | ----------- | ------- |
| Arsenal                  | 1 - 1     | Comunicaciones         | Arsenal         | 10 de abril |         |
| Almirante Brown          | 2 - 3     | Nueva Chicago          | Almirante Brown | 10 de abril |         |
| Lanús                    | 4 - 1     | Estudiantes (BA)       | Lanús           | 10 de abril |         |
| Temperley                | 0 - 0     | Quilmes                | Temperley       | 10 de abril |         |
| All Boys                 | 2 - 2     | Talleres (RdE)         | All Boys        | 10 de abril |         |
| Deportivo Morón          | 0 - 1     | San Telmo              | Deportivo Morón | 10 de abril |         |
| Excursionistas           | 4 - 1     | Defensores de Belgrano | Excursionistas  | 10 de abril |         |
| Libre: Deportivo Español |           |                        |                 |             |         |

| Fecha 5                | Fecha 5   | Fecha 5           | Fecha 5                | Fecha 5     | Fecha 5 |
| Local                  | Resultado | Visitante         | Estadio                | Fecha       |         |
| ---------------------- | --------- | ----------------- | ---------------------- | ----------- | ------- |
| Defensores de Belgrano | 3 - 1     | Deportivo Morón   | Defensores de Belgrano | 17 de abril |         |
| San Telmo              | 2 - 0     | All Boys          | San Telmo              | 17 de abril |         |
| Talleres (RdE)         | 1 - 1     | Temperley         | Talleres (RdE)         | 17 de abril |         |
| Quilmes                | 0 - 0     | Lanús             | Quilmes                | 17 de abril |         |
| Estudiantes (BA)       | 0 - 2     | Almirante Brown   | Estudiantes (BA)       | 17 de abril |         |
| Nueva Chicago          | 2 - 3     | Arsenal           | Nueva Chicago          | 17 de abril |         |
| Comunicaciones         | 1 - 1     | Deportivo Español | Excursionistas         | 17 de abril |         |
| Libre: Excursionistas  |           |                   |                        |             |         |

| Fecha 6               | Fecha 6   | Fecha 6                | Fecha 6         | Fecha 6     | Fecha 6 |
| Local                 | Resultado | Visitante              | Estadio         | Fecha       |         |
| --------------------- | --------- | ---------------------- | --------------- | ----------- | ------- |
| Deportivo Español     | 0 - 1     | Nueva Chicago          | A.C.I.R.        | 24 de abril |         |
| Arsenal               | 2 - 2     | Estudiantes (BA)       | Arsenal         | 24 de abril |         |
| Almirante Brown       | 2 - 0     | Quilmes                | Almirante Brown | 24 de abril |         |
| Lanús                 | 2 - 2     | Talleres (RdE)         | Lanús           | 24 de abril |         |
| Temperley             | 3 - 2     | San Telmo              | Temperley       | 24 de abril |         |
| All Boys              | 1 - 1     | Defensores de Belgrano | All Boys        | 24 de abril |         |
| Deportivo Morón       | 0 - 2     | Excursionistas         | Deportivo Morón | 24 de abril |         |
| Libre: Comunicaciones |           |                        |                 |             |         |

| Fecha 7                | Fecha 7   | Fecha 7           | Fecha 7                | Fecha 7   | Fecha 7 |
| Local                  | Resultado | Visitante         | Estadio                | Fecha     |         |
| ---------------------- | --------- | ----------------- | ---------------------- | --------- | ------- |
| Excursionistas         | 3 - 1     | All Boys          | Excursionistas         | 8 de mayo |         |
| Defensores de Belgrano | 1 - 5     | Temperley         | Defensores de Belgrano | 8 de mayo |         |
| San Telmo              | 3 - 3     | Lanús             | San Telmo              | 8 de mayo |         |
| Talleres (RdE)         | 1 - 1     | Almirante Brown   | Talleres (RdE)         | 8 de mayo |         |
| Quilmes                | 1 - 2     | Arsenal           | Quilmes                | 8 de mayo |         |
| Estudiantes (BA)       | 0 - 0     | Deportivo Español | Estudiantes (BA)       | 8 de mayo |         |
| Nueva Chicago          | 1 - 0     | Comunicaciones    | Nueva Chicago          | 8 de mayo |         |
| Libre: Deportivo Morón |           |                   |                        |           |         |

| Fecha 8              | Fecha 8   | Fecha 8                | Fecha 8         | Fecha 8    | Fecha 8 |
| Local                | Resultado | Visitante              | Estadio         | Fecha      |         |
| -------------------- | --------- | ---------------------- | --------------- | ---------- | ------- |
| Comunicaciones       | 0 - 1     | Estudiantes (BA)       | Excursionistas  | 15 de mayo |         |
| Deportivo Español    | 2 - 2     | Quilmes                | A.C.I.R.        | 15 de mayo |         |
| Arsenal              | 3 - 1     | Talleres (RdE)         | Arsenal         | 15 de mayo |         |
| Almirante Brown      | 0 - 1     | San Telmo              | Almirante Brown | 15 de mayo |         |
| Lanús                | 2 - 1     | Defensores de Belgrano | Lanús           | 15 de mayo |         |
| Temperley            | 3 - 1     | Excursionistas         | Temperley       | 15 de mayo |         |
| All Boys             | 0 - 0     | Deportivo Morón        | All Boys        | 15 de mayo |         |
| Libre: Nueva Chicago |           |                        |                 |            |         |

| Fecha 9                | Fecha 9   | Fecha 9           | Fecha 9                | Fecha 9    | Fecha 9 |
| Local                  | Resultado | Visitante         | Estadio                | Fecha      |         |
| ---------------------- | --------- | ----------------- | ---------------------- | ---------- | ------- |
| Deportivo Morón        | 1 - 1     | Temperley         | Deportivo Morón        | 29 de mayo |         |
| Excursionistas         | 1 - 5     | Lanús             | Excursionistas         | 29 de mayo |         |
| Defensores de Belgrano | 2 - 2     | Almirante Brown   | Defensores de Belgrano | 29 de mayo |         |
| San Telmo              | 4 - 0     | Arsenal           | San Telmo              | 29 de mayo |         |
| Talleres (RdE)         | 3 - 3     | Deportivo Español | Talleres (RdE)         | 29 de mayo |         |
| Quilmes                | 2 - 2     | Comunicaciones    | Quilmes                | 29 de mayo |         |
| Estudiantes (BA)       | 1 - 1     | Nueva Chicago     | Estudiantes (BA)       | 29 de mayo |         |
| Libre: All Boys        |           |                   |                        |            |         |

| Fecha 10                | Fecha 10  | Fecha 10               | Fecha 10           | Fecha 10    | Fecha 10 |
| Local                   | Resultado | Visitante              | Estadio            | Fecha       |          |
| ----------------------- | --------- | ---------------------- | ------------------ | ----------- | -------- |
| Nueva Chicago           | 3 - 1     | Quilmes                | Nueva Chicago      | 12 de junio |          |
| Comunicaciones          | 2 - 2     | Talleres (RdE)         | Argentinos Juniors | 12 de junio |          |
| Deportivo Español       | 0 - 1     | San Telmo              | A.C.I.R.           | 12 de junio |          |
| Arsenal                 | 5 - 0     | Defensores de Belgrano | Arsenal            | 12 de junio |          |
| Almirante Brown         | 1 - 2     | Excursionistas         | Almirante Brown    | 12 de junio |          |
| Lanús                   | 2 - 1     | Deportivo Morón        | Lanús              | 12 de junio |          |
| Temperley               | 1 - 3     | All Boys               | Temperley          | 12 de junio |          |
| Libre: Estudiantes (BA) |           |                        |                    |             |          |

| Fecha 11               | Fecha 11  | Fecha 11          | Fecha 11               | Fecha 11    | Fecha 11 |
| Local                  | Resultado | Visitante         | Estadio                | Fecha       |          |
| ---------------------- | --------- | ----------------- | ---------------------- | ----------- | -------- |
| All Boys               | 1 - 2     | Lanús             | All Boys               | 19 de junio |          |
| Deportivo Morón        | 0 - 0     | Almirante Brown   | Deportivo Morón        | 19 de junio |          |
| Excursionistas         | 1 - 1     | Arsenal           | Excursionistas         | 19 de junio |          |
| Defensores de Belgrano | 0 - 2     | Deportivo Español | Defensores de Belgrano | 19 de junio |          |
| San Telmo              | 2 - 1     | Comunicaciones    | San Telmo              | 19 de junio |          |
| Talleres (RdE)         | 0 - 0     | Nueva Chicago     | Talleres (RdE)         | 19 de junio |          |
| Quilmes                | 1 - 2     | Estudiantes (BA)  | Quilmes                | 19 de junio |          |
| Libre: Temperley       |           |                   |                        |             |          |

| Fecha 12          | Fecha 12  | Fecha 12               | Fecha 12         | Fecha 12    | Fecha 12 |
| Local             | Resultado | Visitante              | Estadio          | Fecha       |          |
| ----------------- | --------- | ---------------------- | ---------------- | ----------- | -------- |
| Estudiantes (BA)  | 2 - 0     | Talleres (RdE)         | Estudiantes (BA) | 26 de junio |          |
| Nueva Chicago     | 1 - 1     | San Telmo              | Nueva Chicago    | 26 de junio |          |
| Comunicaciones    | 4 - 2     | Defensores de Belgrano | Excursionistas   | 26 de junio |          |
| Deportivo Español | 1 - 1     | Excursionistas         | A.C.I.R.         | 26 de junio |          |
| Arsenal           | 2 - 2     | Deportivo Morón        | Arsenal          | 26 de junio |          |
| Almirante Brown   | 0 - 1     | All Boys               | Almirante Brown  | 26 de junio |          |
| Lanús             | 3 - 0     | Temperley              | Lanús            | 26 de junio |          |
| Libre: Quilmes    |           |                        |                  |             |          |

| Fecha 13               | Fecha 13  | Fecha 13          | Fecha 13               | Fecha 13    | Fecha 13 |
| Local                  | Resultado | Visitante         | Estadio                | Fecha       |          |
| ---------------------- | --------- | ----------------- | ---------------------- | ----------- | -------- |
| Temperley              | 1 - 1     | Almirante Brown   | Temperley              | 10 de julio |          |
| All Boys               | 0 - 0     | Arsenal           | All Boys               | 10 de julio |          |
| Deportivo Morón        | 0 - 1     | Deportivo Español | Deportivo Morón        | 10 de julio |          |
| Excursionistas         | 2 - 3     | Comunicaciones    | Excursionistas         | 10 de julio |          |
| Defensores de Belgrano | 1 - 1     | Nueva Chicago     | Defensores de Belgrano | 10 de julio |          |
| San Telmo              | 0 - 0     | Estudiantes (BA)  | San Telmo              | 10 de julio |          |
| Talleres (RdE)         | 1 - 1     | Quilmes           | Talleres (RdE)         | 10 de julio |          |
| Libre: Lanús           |           |                   |                        |             |          |

| Fecha 14              | Fecha 14  | Fecha 14               | Fecha 14           | Fecha 14    | Fecha 14 |
| Local                 | Resultado | Visitante              | Estadio            | Fecha       |          |
| --------------------- | --------- | ---------------------- | ------------------ | ----------- | -------- |
| Quilmes               | 2 - 1     | San Telmo              | Quilmes            | 17 de julio |          |
| Estudiantes (BA)      | 0 - 1     | Defensores de Belgrano | Estudiantes (BA)   | 17 de julio |          |
| Nueva Chicago         | 1 - 0     | Excursionistas         | Nueva Chicago      | 17 de julio |          |
| Comunicaciones        | 0 - 1     | Deportivo Morón        | Argentinos Juniors | 17 de julio |          |
| Deportivo Español     | 1 - 1     | All Boys               | Huracán            | 17 de julio |          |
| Arsenal               | 3 - 0     | Temperley              | Arsenal            | 17 de julio |          |
| Almirante Brown       | 2 - 1     | Lanús                  | Almirante Brown    | 17 de julio |          |
| Libre: Talleres (RdE) |           |                        |                    |             |          |

| Fecha 15               | Fecha 15  | Fecha 15          | Fecha 15               | Fecha 15    | Fecha 15 |
| Local                  | Resultado | Visitante         | Estadio                | Fecha       |          |
| ---------------------- | --------- | ----------------- | ---------------------- | ----------- | -------- |
| Lanús                  | 1 - 0     | Arsenal           | Lanús                  | 25 de julio |          |
| Temperley              | 0 - 0     | Deportivo Español | Temperley              | 25 de julio |          |
| All Boys               | 1 - 0     | Comunicaciones    | All Boys               | 25 de julio |          |
| Deportivo Morón        | 1 - 1     | Nueva Chicago     | Deportivo Morón        | 25 de julio |          |
| Excursionistas         | 3 - 0     | Estudiantes (BA)  | Excursionistas         | 25 de julio |          |
| Defensores de Belgrano | 1 - 0     | Quilmes           | Defensores de Belgrano | 25 de julio |          |
| San Telmo              | 2 - 1     | Talleres (RdE)    | San Telmo              | 25 de julio |          |
| Libre: Almirante Brown |           |                   |                        |             |          |

Segunda Rueda
| Fecha 16               | Fecha 16  | Fecha 16          | Fecha 16               | Fecha 16    | Fecha 16 |
| Local                  | Resultado | Visitante         | Estadio                | Fecha       |          |
| ---------------------- | --------- | ----------------- | ---------------------- | ----------- | -------- |
| Deportivo Morón        | 1 - 0     | Estudiantes (BA)  | Deportivo Morón        | 1 de agosto |          |
| Temperley              | 4 - 3     | Comunicaciones    | Temperley              | 1 de agosto |          |
| Almirante Brown        | 2 - 1     | Arsenal           | Almirante Brown        | 1 de agosto |          |
| Excursionistas         | 0 - 3     | Quilmes           | Excursionistas         | 1 de agosto |          |
| Lanús                  | 1 - 1     | Deportivo Español | Lanús                  | 1 de agosto |          |
| Defensores de Belgrano | 0 - 2     | Talleres (RdE)    | Defensores de Belgrano | 1 de agosto |          |
| All Boys               | 3 - 2     | Nueva Chicago     | All Boys               | 1 de agosto |          |
| Libre: San Telmo       |           |                   |                        |             |          |

| Fecha 17          | Fecha 17  | Fecha 17               | Fecha 17          | Fecha 17     | Fecha 17 |
| Local             | Resultado | Visitante              | Estadio           | Fecha        |          |
| ----------------- | --------- | ---------------------- | ----------------- | ------------ | -------- |
| Deportivo Español | 2 - 0     | Almirante Brown        | Huracán           | 7 de agosto  |          |
| Comunicaciones    | 0 - 1     | Lanús                  | Atlanta           | 7 de agosto  |          |
| Estudiantes (BA)  | 0 - 0     | All Boys               | Estudiantes (BA)  | 7 de agosto  |          |
| Quilmes           | 1 - 0     | Deportivo Morón        | Quilmes           | 7 de agosto  |          |
| Talleres (RdE)    | 1 - 1     | Excursionistas         | Talleres (RdE)    | 7 de agosto  |          |
| San Telmo         | 0 - 0     | Defensores de Belgrano | Sportivo Dock Sud | 7 de agosto  |          |
| Nueva Chicago     | 3 - 1     | Temperley              | Nueva Chicago     | 18 de agosto |          |
| Libre: Arsenal    |           |                        |                   |              |          |

| Fecha 18                      | Fecha 18  | Fecha 18          | Fecha 18        | Fecha 18     | Fecha 18 |
| Local                         | Resultado | Visitante         | Estadio         | Fecha        |          |
| ----------------------------- | --------- | ----------------- | --------------- | ------------ | -------- |
| Excursionistas                | 3 - 2     | San Telmo         | Excursionistas  | 14 de agosto |          |
| Deportivo Morón               | 0 - 1     | Talleres (RdE)    | Deportivo Morón | 14 de agosto |          |
| All Boys                      | 0 - 0     | Quilmes           | All Boys        | 14 de agosto |          |
| Temperley                     | 0 - 0     | Estudiantes (BA)  | Temperley       | 14 de agosto |          |
| Lanús                         | 1 - 1     | Nueva Chicago     | Lanús           | 14 de agosto |          |
| Almirante Brown               | 2 - 0     | Comunicaciones    | Almirante Brown | 14 de agosto |          |
| Arsenal                       | 0 - 0     | Deportivo Español | Arsenal         | 14 de agosto |          |
| Libre: Defensores de Belgrano |           |                   |                 |              |          |

| Fecha 19                 | Fecha 19  | Fecha 19        | Fecha 19               | Fecha 19     | Fecha 19 |
| Local                    | Resultado | Visitante       | Estadio                | Fecha        |          |
| ------------------------ | --------- | --------------- | ---------------------- | ------------ | -------- |
| Comunicaciones           | 0 - 3     | Arsenal         | Atlanta                | 21 de agosto |          |
| Nueva Chicago            | 3 - 1     | Almirante Brown | Nueva Chicago          | 21 de agosto |          |
| Estudiantes (BA)         | 2 - 4     | Lanús           | Estudiantes (BA)       | 21 de agosto |          |
| Quilmes                  | 4 - 1     | Temperley       | Quilmes                | 21 de agosto |          |
| Talleres (RdE)           | 1 - 1     | All Boys        | Talleres (RdE)         | 21 de agosto |          |
| San Telmo                | 0 - 0     | Deportivo Morón | Racing                 | 21 de agosto |          |
| Defensores de Belgrano   | 1 - 2     | Excursionistas  | Defensores de Belgrano | 21 de agosto |          |
| Libre: Deportivo Español |           |                 |                        |              |          |

| Fecha 20              | Fecha 20  | Fecha 20               | Fecha 20        | Fecha 20     | Fecha 20 |
| Local                 | Resultado | Visitante              | Estadio         | Fecha        |          |
| --------------------- | --------- | ---------------------- | --------------- | ------------ | -------- |
| Deportivo Morón       | 2 - 0     | Defensores de Belgrano | Deportivo Morón | 28 de agosto |          |
| All Boys              | 1 - 0     | San Telmo              | All Boys        | 28 de agosto |          |
| Temperley             | 1 - 0     | Talleres (RdE)         | Temperley       | 28 de agosto |          |
| Lanús                 | 1 - 1     | Quilmes                | Lanús           | 28 de agosto |          |
| Almirante Brown       | 0 - 0     | Estudiantes (BA)       | Almirante Brown | 28 de agosto |          |
| Arsenal               | 2 - 1     | Nueva Chicago          | Arsenal         | 28 de agosto |          |
| Deportivo Español     | 0 - 0     | Comunicaciones         | Huracán         | 28 de agosto |          |
| Libre: Excursionistas |           |                        |                 |              |          |

| Fecha 21               | Fecha 21  | Fecha 21          | Fecha 21               | Fecha 21        | Fecha 21 |
| Local                  | Resultado | Visitante         | Estadio                | Fecha           |          |
| ---------------------- | --------- | ----------------- | ---------------------- | --------------- | -------- |
| Nueva Chicago          | 1 - 0     | Deportivo Español | Nueva Chicago          | 4 de septiembre |          |
| Estudiantes (BA)       | 3 - 2     | Arsenal           | Estudiantes (BA)       | 4 de septiembre |          |
| Quilmes                | 0 - 0     | Almirante Brown   | Quilmes                | 4 de septiembre |          |
| Talleres (RdE)         | 1 - 2     | Lanús             | Talleres (RdE)         | 4 de septiembre |          |
| San Telmo              | 0 - 2     | Temperley         | Arsenal                | 4 de septiembre |          |
| Defensores de Belgrano | 2 - 6     | All Boys          | Defensores de Belgrano | 4 de septiembre |          |
| Excursionistas         | 0 - 0     | Deportivo Morón   | Excursionistas         | 4 de septiembre |          |
| Libre: Comunicaciones  |           |                   |                        |                 |          |

| Fecha 22               | Fecha 22  | Fecha 22               | Fecha 22           | Fecha 22         | Fecha 22 |
| Local                  | Resultado | Visitante              | Estadio            | Fecha            |          |
| ---------------------- | --------- | ---------------------- | ------------------ | ---------------- | -------- |
| All Boys               | 0 - 0     | Excursionistas         | All Boys           | 25 de septiembre |          |
| Temperley              | 2 - 1     | Defensores de Belgrano | Temperley          | 25 de septiembre |          |
| Lanús                  | 6 - 1     | San Telmo              | Lanús              | 25 de septiembre |          |
| Almirante Brown        | 2 - 2     | Talleres (RdE)         | Almirante Brown    | 25 de septiembre |          |
| Arsenal                | 2 - 0     | Quilmes                | Arsenal            | 25 de septiembre |          |
| Deportivo Español      | 0 - 0     | Estudiantes (BA)       | Huracán            | 25 de septiembre |          |
| Comunicaciones         | 1 - 0     | Nueva Chicago          | Argentinos Juniors | 25 de septiembre |          |
| Libre: Deportivo Morón |           |                        |                    |                  |          |

| Fecha 23               | Fecha 23  | Fecha 23          | Fecha 23               | Fecha 23     | Fecha 23 |
| Local                  | Resultado | Visitante         | Estadio                | Fecha        |          |
| ---------------------- | --------- | ----------------- | ---------------------- | ------------ | -------- |
| Estudiantes (BA)       | 0 - 0     | Comunicaciones    | Estudiantes (BA)       | 2 de octubre |          |
| Quilmes                | 3 - 3     | Deportivo Español | Quilmes                | 2 de octubre |          |
| Talleres (RdE)         | 0 - 3     | Arsenal           | Talleres (RdE)         | 2 de octubre |          |
| San Telmo              | 1 - 1     | Almirante Brown   | San Telmo              | 2 de octubre |          |
| Defensores de Belgrano | 0 - 3     | Lanús             | Defensores de Belgrano | 2 de octubre |          |
| Excursionistas         | 2 - 4     | Temperley         | Excursionistas         | 2 de octubre |          |
| Deportivo Morón        | 1 - 1     | All Boys          | Deportivo Morón        | 2 de octubre |          |
| Libre: Nueva Chicago   |           |                   |                        |              |          |

| Fecha 24          | Fecha 24  | Fecha 24               | Fecha 24        | Fecha 24      | Fecha 24 |
| Local             | Resultado | Visitante              | Estadio         | Fecha         |          |
| ----------------- | --------- | ---------------------- | --------------- | ------------- | -------- |
| Temperley         | 1 - 2     | Deportivo Morón        | Temperley       | 10 de octubre |          |
| Lanús             | 5 - 3     | Excursionistas         | Lanús           | 10 de octubre |          |
| Almirante Brown   | 2 - 1     | Defensores de Belgrano | Almirante Brown | 10 de octubre |          |
| Arsenal           | 1 - 2     | San Telmo              | Arsenal         | 10 de octubre |          |
| Deportivo Español | 2 - 0     | Talleres (RdE)         | Huracán         | 10 de octubre |          |
| Comunicaciones    | 1 - 0     | Quilmes                | Atlanta         | 10 de octubre |          |
| Nueva Chicago     | 2 - 1     | Estudiantes (BA)       | Nueva Chicago   | 10 de octubre |          |
| Libre: All Boys   |           |                        |                 |               |          |

| Fecha 25                | Fecha 25  | Fecha 25          | Fecha 25               | Fecha 25      | Fecha 25 |
| Local                   | Resultado | Visitante         | Estadio                | Fecha         |          |
| ----------------------- | --------- | ----------------- | ---------------------- | ------------- | -------- |
| Quilmes                 | 2 - 2     | Nueva Chicago     | Quilmes                | 16 de octubre |          |
| Talleres (RdE)          | 2 - 1     | Comunicaciones    | Talleres (RdE)         | 16 de octubre |          |
| San Telmo               | 3 - 0     | Deportivo Español | San Telmo              | 16 de octubre |          |
| Defensores de Belgrano  | 2 - 3     | Arsenal           | Defensores de Belgrano | 16 de octubre |          |
| Excursionistas          | 2 - 2     | Almirante Brown   | Excursionistas         | 16 de octubre |          |
| Deportivo Morón         | 3 - 0     | Lanús             | Deportivo Morón        | 16 de octubre |          |
| All Boys                | 0 - 2     | Temperley         | All Boys               | 16 de octubre |          |
| Libre: Estudiantes (BA) |           |                   |                        |               |          |

| Fecha 26          | Fecha 26  | Fecha 26               | Fecha 26         | Fecha 26      | Fecha 26 |
| Local             | Resultado | Visitante              | Estadio          | Fecha         |          |
| ----------------- | --------- | ---------------------- | ---------------- | ------------- | -------- |
| Lanús             | 3 - 0     | All Boys               | Lanús            | 23 de octubre |          |
| Almirante Brown   | 0 - 0     | Deportivo Morón        | Almirante Brown  | 23 de octubre |          |
| Arsenal           | 2 - 2     | Excursionistas         | Arsenal          | 23 de octubre |          |
| Deportivo Español | 2 - 3     | Defensores de Belgrano | Excursionistas   | 23 de octubre |          |
| Comunicaciones    | 3 - 2     | San Telmo              | Atlanta          | 23 de octubre |          |
| Nueva Chicago     | 1 - 2     | Talleres (RdE)         | Independiente    | 23 de octubre |          |
| Estudiantes (BA)  | 0 - 0     | Quilmes                | Estudiantes (BA) | 23 de octubre |          |
| Libre: Temperley  |           |                        |                  |               |          |

| Fecha 27               | Fecha 27  | Fecha 27          | Fecha 27               | Fecha 27      | Fecha 27 |
| Local                  | Resultado | Visitante         | Estadio                | Fecha         |          |
| ---------------------- | --------- | ----------------- | ---------------------- | ------------- | -------- |
| Talleres (RdE)         | 2 - 0     | Estudiantes (BA)  | Talleres (RdE)         | 30 de octubre |          |
| San Telmo              | 1 - 0     | Nueva Chicago     | San Telmo              | 30 de octubre |          |
| Defensores de Belgrano | 0 - 3     | Comunicaciones    | Defensores de Belgrano | 30 de octubre |          |
| Excursionistas         | 3 - 1     | Deportivo Español | Excursionistas         | 30 de octubre |          |
| Deportivo Morón        | 3 - 1     | Arsenal           | Deportivo Morón        | 30 de octubre |          |
| All Boys               | 1 - 1     | Almirante Brown   | All Boys               | 30 de octubre |          |
| Temperley              | 0 - 1     | Lanús             | Temperley              | 30 de octubre |          |
| Libre: Quilmes         |           |                   |                        |               |          |

| Fecha 28          | Fecha 28  | Fecha 28               | Fecha 28         | Fecha 28       | Fecha 28 |
| Local             | Resultado | Visitante              | Estadio          | Fecha          |          |
| ----------------- | --------- | ---------------------- | ---------------- | -------------- | -------- |
| Almirante Brown   | 1 - 0     | Temperley              | Almirante Brown  | 6 de noviembre |          |
| Arsenal           | 3 - 2     | All Boys               | Arsenal          | 6 de noviembre |          |
| Deportivo Español | 1 - 2     | Deportivo Morón        | Huracán          | 6 de noviembre |          |
| Comunicaciones    | 4 - 5     | Excursionistas         | Atlanta          | 6 de noviembre |          |
| Nueva Chicago     | 4 - 2     | Defensores de Belgrano | Nueva Chicago    | 6 de noviembre |          |
| Estudiantes (BA)  | 1 - 1     | San Telmo              | Estudiantes (BA) | 6 de noviembre |          |
| Quilmes           | 3 - 0     | Talleres (RdE)         | Quilmes          | 6 de noviembre |          |
| Libre: Lanús      |           |                        |                  |                |          |

| Fecha 29               | Fecha 29  | Fecha 29          | Fecha 29               | Fecha 29        | Fecha 29 |
| Local                  | Resultado | Visitante         | Estadio                | Fecha           |          |
| ---------------------- | --------- | ----------------- | ---------------------- | --------------- | -------- |
| San Telmo              | 3 - 1     | Quilmes           | San Telmo              | 13 de noviembre |          |
| Defensores de Belgrano | 2 - 1     | Estudiantes (BA)  | Defensores de Belgrano | 13 de noviembre |          |
| Excursionistas         | 3 - 3     | Nueva Chicago     | Excursionistas         | 13 de noviembre |          |
| Deportivo Morón        | 2 - 0     | Comunicaciones    | Deportivo Morón        | 13 de noviembre |          |
| All Boys               | 3 - 1     | Deportivo Español | All Boys               | 13 de noviembre |          |
| Temperley              | 2 - 6     | Arsenal           | Temperley              | 13 de noviembre |          |
| Lanús                  | 4 - 1     | Almirante Brown   | Lanús                  | 13 de noviembre |          |
| Libre: Talleres (RdE)  |           |                   |                        |                 |          |

| Fecha 30               | Fecha 30  | Fecha 30               | Fecha 30         | Fecha 30        | Fecha 30 |
| Local                  | Resultado | Visitante              | Estadio          | Fecha           |          |
| ---------------------- | --------- | ---------------------- | ---------------- | --------------- | -------- |
| Arsenal                | 3 - 7     | Lanús                  | Lanús            | 20 de noviembre |          |
| Deportivo Español      | 4 - 1     | Temperley              | Huracán          | 20 de noviembre |          |
| Comunicaciones         | 2 - 3     | All Boys               | Atlanta          | 20 de noviembre |          |
| Nueva Chicago          | 3 - 0     | Deportivo Morón        | Vélez Sarsfield  | 20 de noviembre |          |
| Estudiantes (BA)       | 2 - 2     | Excursionistas         | Estudiantes (BA) | 20 de noviembre |          |
| Quilmes                | 6 - 2     | Defensores de Belgrano | Quilmes          | 20 de noviembre |          |
| Talleres (RdE)         | 2 - 2     | San Telmo              | Talleres (RdE)   | 20 de noviembre |          |
| Libre: Almirante Brown |           |                        |                  |                 |          |

| 1. 2. |